# Bertel Nilsson

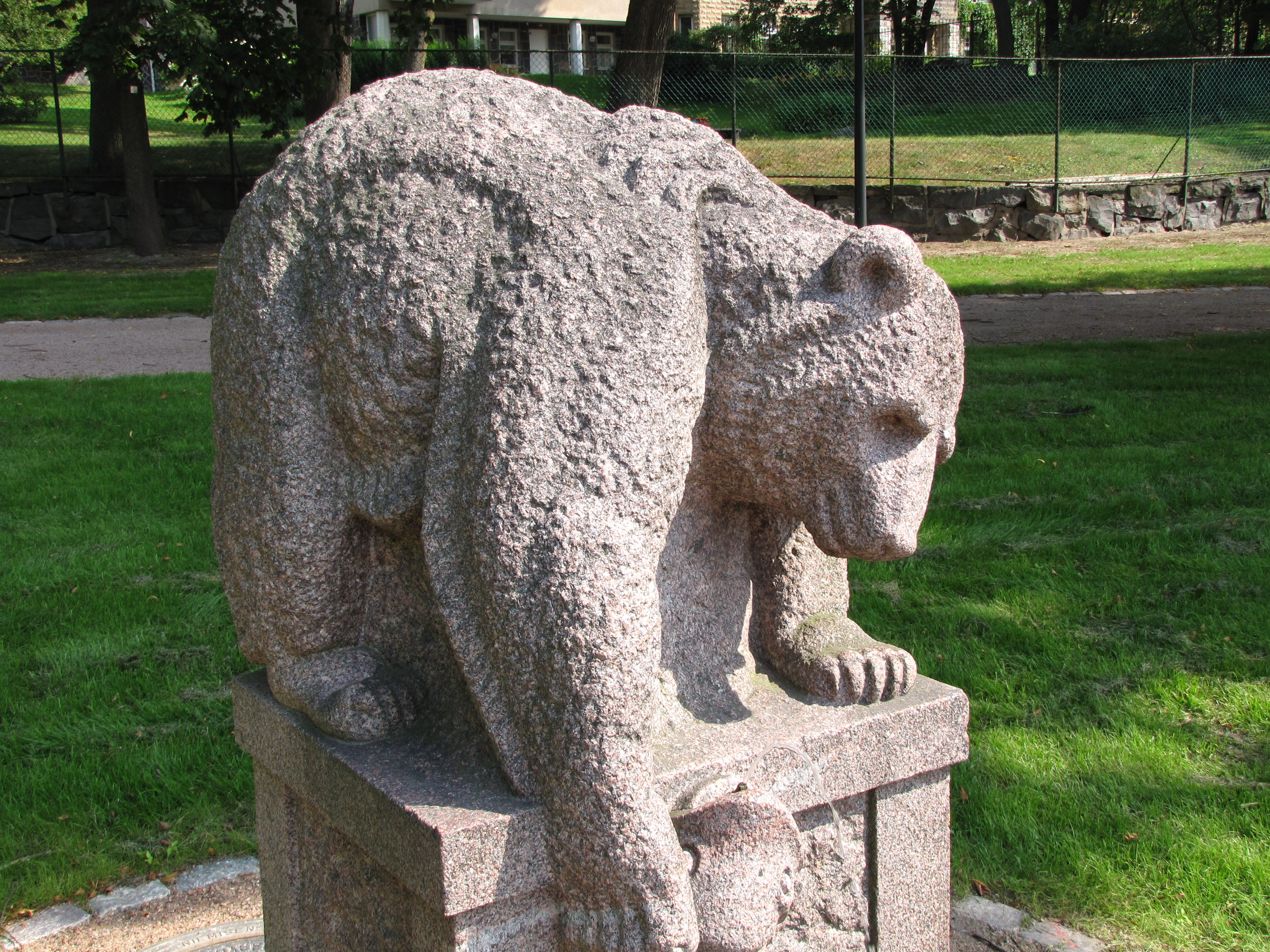
Fiskande björn i Brunnsparken Brunnsparken i Helsingfors

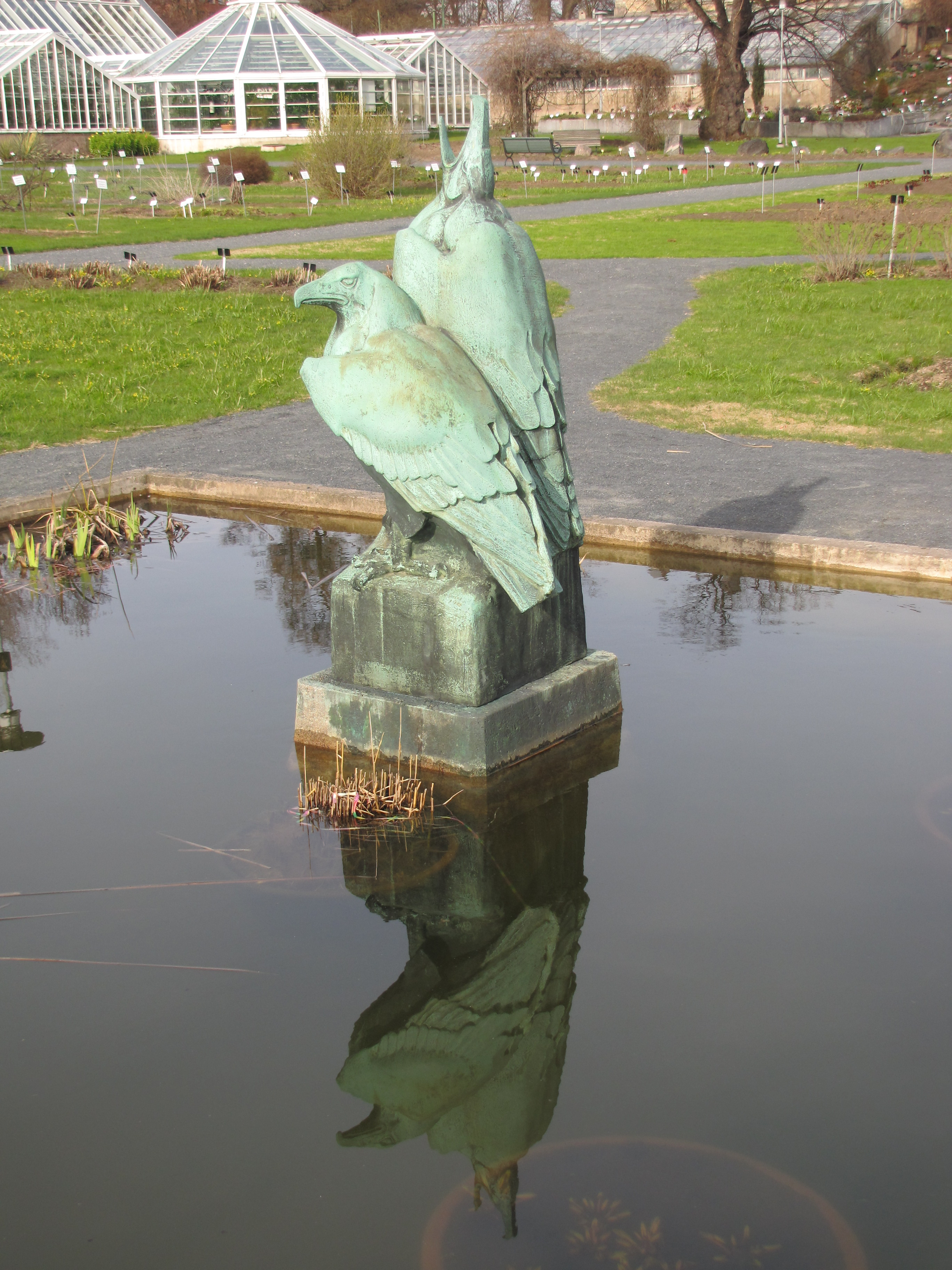
Örnar i Kajsaniemiparken i Helsingfors

Bertel Nilsson, född 13 oktober 1887 i Uleåborg, död 29 maj 1939, var en finländsk skulptör och teckningslärare. Han var son till översten Karl Axel Nilsson och Kaisi Elfving. Han tog studentexamen 1907 och utbildade sig på Finska konstföreningens ritskola i Helsingfors 1907–09 och 1910–11 och i konsthistoria vid Helsingfors universitet.

## Fotogalleri

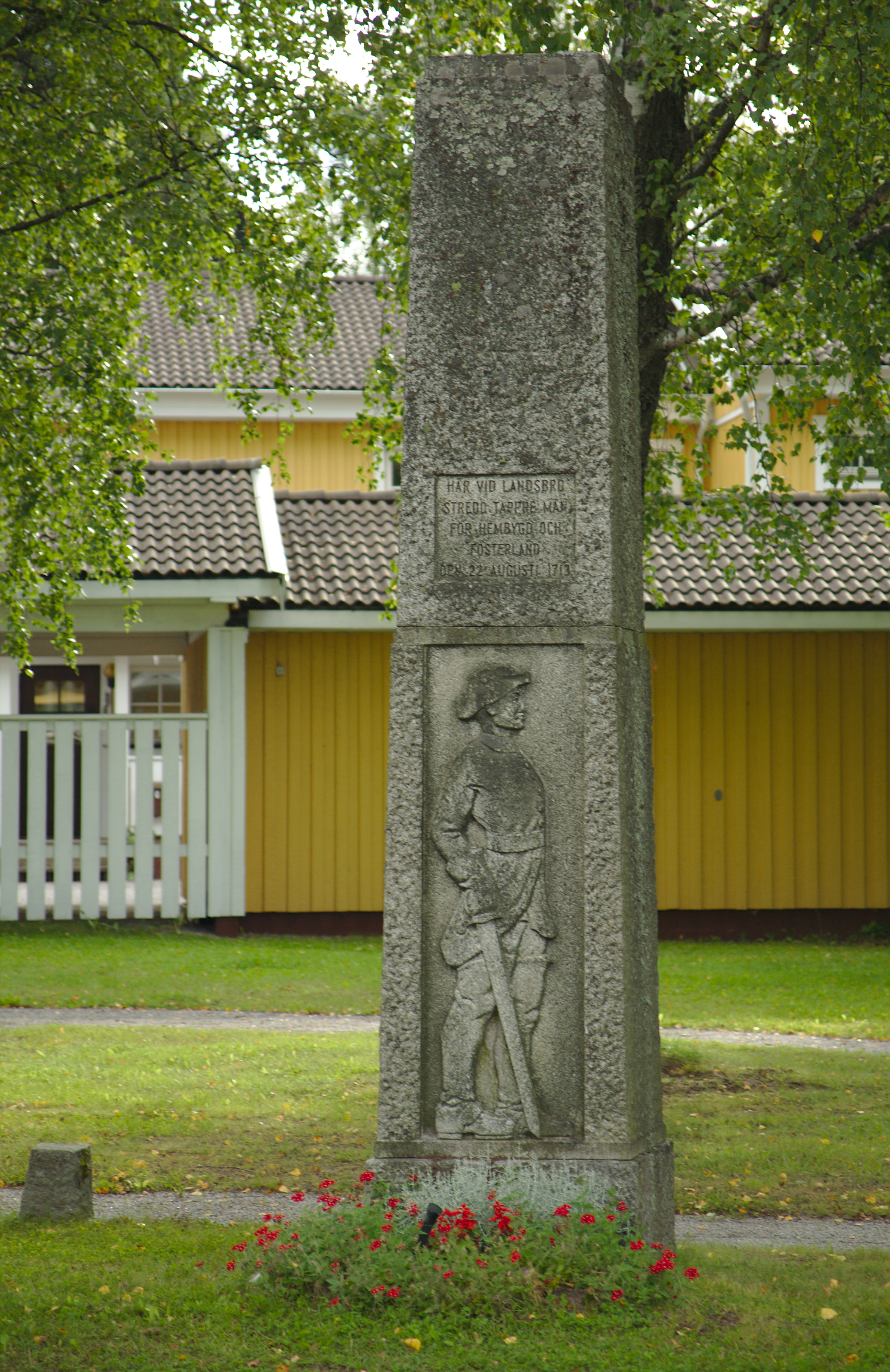
Minnessten över Slaget vid Landsbro

## Offentliga verk i urval
- Örnarna, brons, 1913, sedan 1974 i Kajsaniemiparken i Helsingfors
- Fiskande björn, röd granit, 1946, Brunnsparken i Helsingfors
- Frihetsmonumentet i Hangö, granit, 1921, i Hangö, ritat av Ilmari Wirkkala
- Minnessten över Sigfridus Aronus Forsius, 1924, vid östra gaveln på Ekenäs kyrka
- Minnesmärke över Nils Ehrenschiöld, 1928, Rilax, Raseborgs stad
- Minnessten över Slaget vid Landsbro 1713, granit, 1934, korsningen Landsbrovägen/Karisvägen i Karis